# Floyd Dixon
Floyd Dixon (* 8. Februar 1929 in Marshall, Texas als Jay Riggins Jr.; † 26. Juli 2006 in Los Angeles, Kalifornien) war ein US-amerikanischer R&B-Pianist und Sänger, der sich selbst als „Mr. Magnificent“ bezeichnete. Er wird dem Jump und West Coast Blues zugerechnet, gilt als Wegbereiter des Soul und beeinflusste Musiker wie Ray Charles.

## Biografie
Dixon wuchs an der texanischen Grenze zu Louisiana auf und kam früh mit Blues, Gospel, Jazz und Country-Musik in Berührung. Als Kind brachte er sich das Klavierspielen selbst bei.
1942 zog die Familie nach Los Angeles in Kalifornien, wo Dixon den Bluesmusiker Charles Brown kennenlernte, der sein Mentor wurde. Nach Aufnahmen mit der Band von Johnny Otis bekam Dixon 1949 seinen ersten eigenen Plattenvertrag bei Modern Records und hatte Achtungserfolge mit Dallas Blues und Mississippi Blues in den R&B-Charts. Zu seinen Hits in der ersten Hälfte der 1950er-Jahre, die er für Aladdin einspielte, gehören Telephone Blues, Wine Wine Wine, Too Much Jelly Roll und Hey Bartender – später von den Blues Brothers neu eingespielt.
In den 1960ern zog sich Dixon weitgehend aus dem Musikgeschäft zurück und ging nur noch vereinzelt auf Tour. 1975 erschien in Schweden ein Album mit seinen alten Hits und bescherte ihm ein Comeback. Er trat in Europa auf und gab u. a. mit Charles Brown und Robert Cray Konzerte. 1984 schrieb er den Olympic Blues für die Olympischen Sommerspiele in Los Angeles.
1993 erhielt Dixon einen Pioneer Award der Rhythm and Blues Foundation. Er spielte beim Monterey Jazz Festival und beim Chicago Blues Festival. 1996 veröffentlichte er das vielfach gelobte Album Wake Up And Live, das einen Handy Award gewann. 2005 erschien das Album Fine! Fine! Thing!.
Floyd Dixon starb 2006 im Alter von 77 Jahren an Nierenversagen, nur wenige Wochen nach einer Tournee mit Pinetop Perkins und Henry Gray.